# Кирли хамам
Кирли хамам (на македонска литературна норма: Кирли амам) е хамам, турска баня в струмишкото село Банско, Северна Македония.
Хамамът е изграден в западната част на селото, южно от старата църква „Свети 40 севастийски мъченици“ и тюрбето на Меси бей. Банята е построена като семеен хамам от богатия турчин Меси бей вероятно през XIX век. Хамамът има квадратна основа и е с размери 9 х 9 метра. Стените са с дебелина 90 см, а входът е с височина 1,70 см и ширина 80 см и е разположен на северната стена. Интериорът е в много лошо състояние. За украсата му са използвани синя боя за купола и червена за пространството под него. Градежът е от грубо обработен камък, вар и тухла. В интериора са пропаднали части от купола. Северно от купола има вентилационна тръба от печена глина. Куполът лежи върху пластично обработени дъги от печени тухли. Хамамът е с площ от 81 m2, а стените са запазени на височина от 9 m. Поради отдалечеността от термалните извори, хамамът е използвал загрята вода от близкия източник – Бабяк.